# Glyphostoma elsae
Glyphostoma elsae é uma espécie de gastrópode do gênero Glyphostoma, pertencente a família Conidae.